# Ukraina (nazwa)

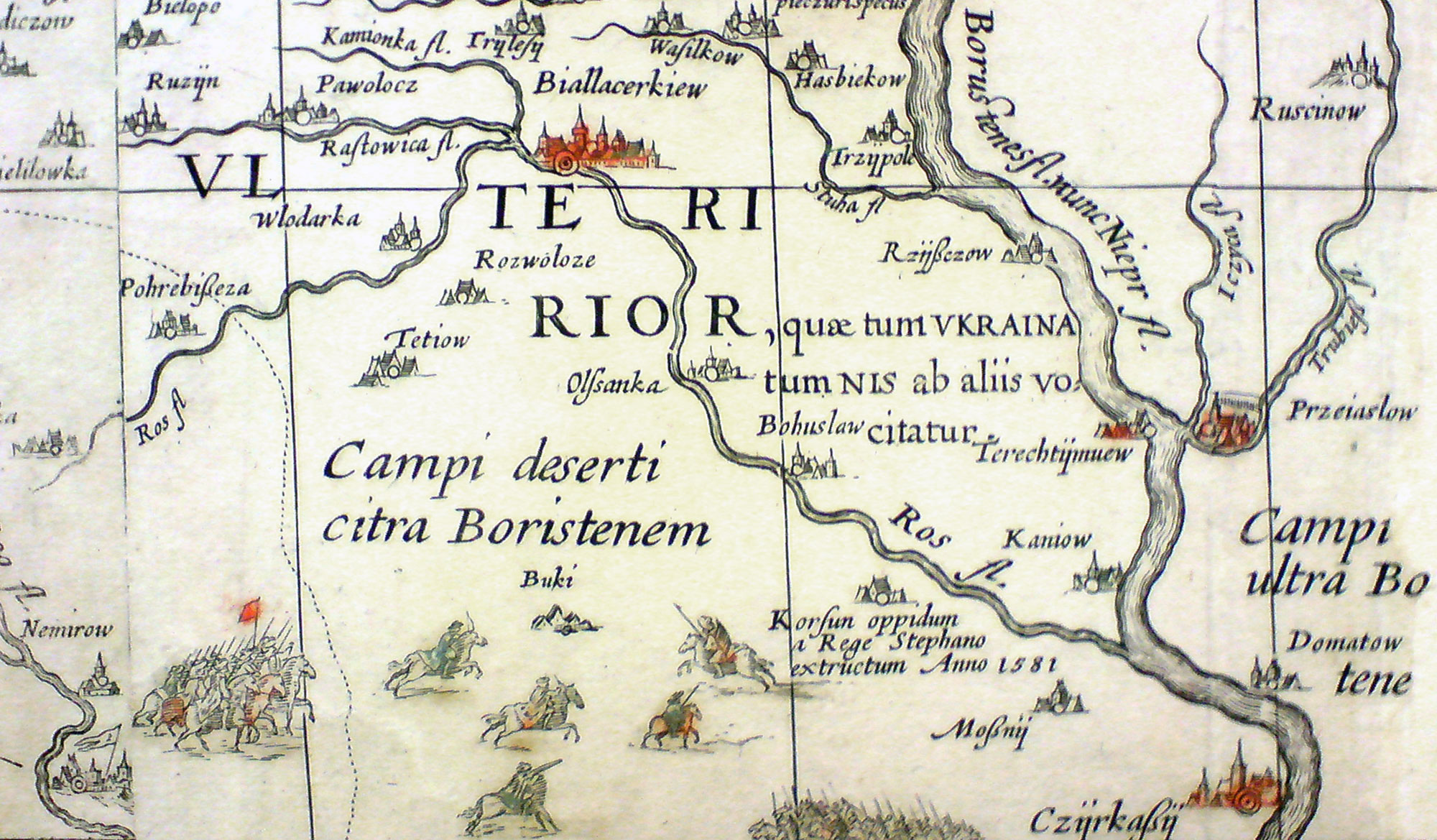
Fragment tzw. mapy radziwiłłowskiej z 1613 roku. Łaciński napis: Volynia ulterior, quae tum UKRAINA tum NIS ab aliis vocitatur, czyli w tłumaczeniu „Wołyń dalszy, który już to UKRAINA, już to NIŻ jest zwany”

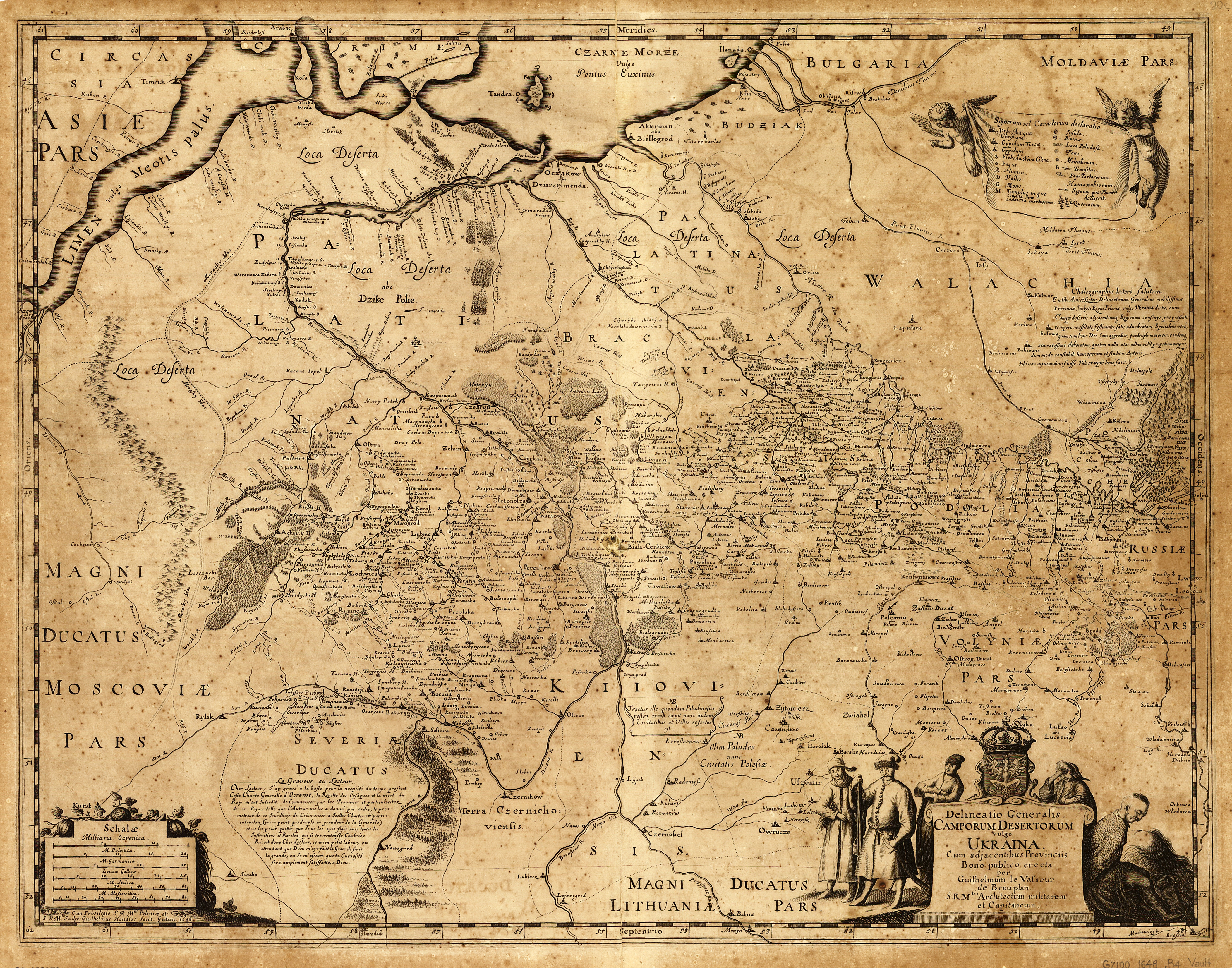
Delineatio Generalis Camporum Desertorum vulgo Ukraina. Cum adjacentibus Provinciis Mapa Wilhelma Beauplana z 1648 wykonana na zlecenie Władysława IV obejmująca województwa: kijowskie, bracławskie, czernihowskie, podolskie, wołyńskie i wschodnią część województwa ruskiego. Północ na dole mapy

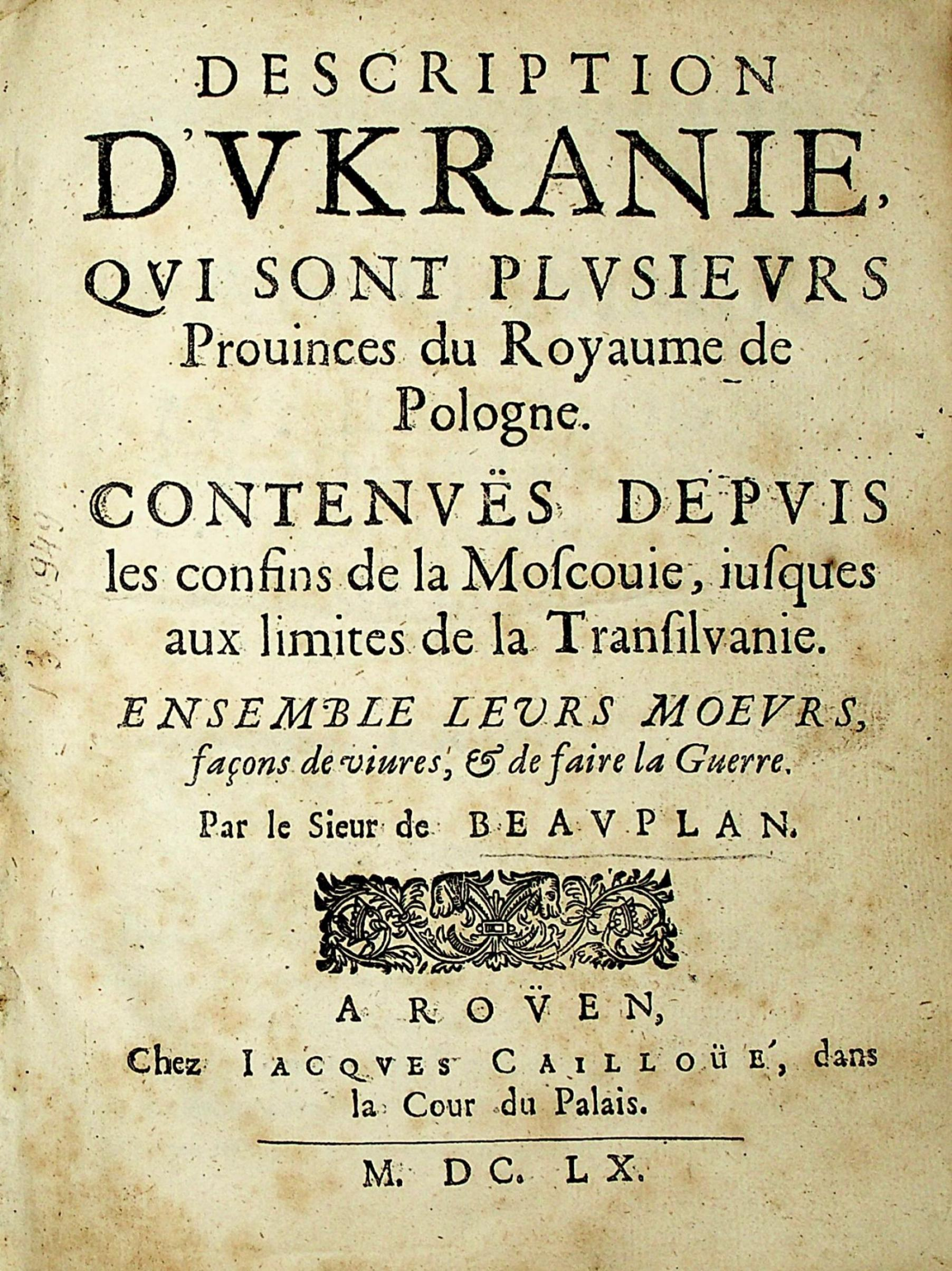
Wilhelm de Beauplan Opisanie Ukrainy..., strona tytułowa (1660)

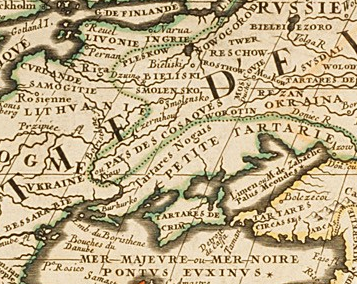
Mapa Europy Wschodniej Vinzenzo Coronellego (1690). Ukraina Prawobrzeżna z Kijowem i Hetmanat w obrębie Carstwa Rosyjskiego określone jako UKRAINE ou PAYS DES COSAQUES (Ukraina lub ziemie kozackie). Na wschód od Hetmanatu OKRAINA (pogranicze) określa pograniczne południowe ziemie rosyjskie

Pojęcie Ukraina ewoluowało semantycznie na przestrzeni dziejów i zakres jego stosowania jest od XX wieku przedmiotem polemik i kontrowersji w historiografii oraz naukach politycznych. Do dziś sens przypisywany definicji jest często uzależniony od kraju pochodzenia badacza (czy stosującego pojęcie) i jego poglądów politycznych.

## Etymologiai ewolucja nazwy i pojęcia terytorialnegoUkrainy
Określenie Ukraina jako nazwa pospolita pojawiło się w średniowieczu i oznaczało pierwotnie nazwę granicznych regionów geograficznych. Do końca XVI wieku termin ukraina nie miał charakteru oficjalnego i oznaczał „ugranicze” („pogranicze”, „krańce państwowe”) poszczególnych terenów, będących pod kontrolą różnych państw.
We współczesnym językoznawstwie ukraińskim etymologia nazwy Ukraina dokładnie nie jest znana ze względu na odległość czasową od pierwszego użycia nazwy. Wbrew powszechnie przyjętemu tłumaczeniu słowa ukraina jako „okraina” – „pogranicze”, nazwa Ukraina wywodzi się od staroruskiego kraj („swoja ziemia”, „rodzima ziemia”) i przyimka „u”, co w połączeniu oznacza antonim słowa czużbina – „cudza ziemia”, „obca ziemia”. Większość współczesnych badaczy języka starosłowiańskiego przyjmują właśnie tę wersję etymologii nazwy, ponieważ tłumaczenie jej jako „pogranicza” z rosyjskiego okraina po raz pierwszy pojawiło się pod koniec XVII wieku w rosyjskich pracach historycznych. Nie może jednak ono być uważane za prawdziwe, gdyż sens słowa ukraina został wzięty z języka rosyjskiego, a nie starosłowiańskiego, a języki te mają spore rozbieżności merytoryczne.
Termin Ukraina pojawił się po raz pierwszy w Latopisie kijowskim, opisującym wydarzenia XII w., którego najstarszy egzemplarz pochodzi z XV w. Opisując śmierć Włodzimierza, księcia perejasławskiego, autor tekstu stwierdził, iż po jego zgonie Ukraina wielce rozpaczała, co odnosi się do dziedzictwa zmarłego, czyli księstw: perejasławskiego, kijowskiego i czernihowskiego, a relacjonując wypadki 1189 r.,
nazwał Ukrainą tereny leżące między Bohem a Dniestrem.
Jako nazwa własna Ukraina została użyta po raz pierwszy za czasów Rzeczypospolitej Obojga Narodów w roku 1590 w tytule konstytucji sejmowej według projektu Jana Zamoyskiego: Porządek ze strony Niżowców i Ukrainy. Określała wówczas tereny województw: kijowskiego i bracławskiego Rzeczypospolitej. W okresie pomiędzy pokojem polanowskim (1634) a traktatem Grzymułtowskiego (1686) w skład terytorium określanego nazwą Ukrainy wchodziło również województwo czernihowskie. W 1613 na mapie Magni Ducatus Lithuaniae caeterumque regionum illi adiaciencium exacta descriptio Tomasza Makowskiego, wydanej w Amsterdamie, obszar prawego brzegu Dniepru określono jako Wołyń Dolny, który nazywają Ukrainą lub Niżem.
W 1648 r. Wilhelm Beauplan wykonał mapę Delineatio Generalis Camporum Desertorum vulgo Ukraina..., traktując wymiennie nazwy „Dzikie Pola" i „Ukraina". W wydanym w 1651 dziele Opisanie Ukrainy, którą tworzą liczne prowincje Królestwa Polskiego leżące pomiędzy granicami Moskowii i Transylwanii... umiejscowił Ukrainę pomiędzy granicami Carstwa Rosyjskiego a Siedmiogrodem, z wyłączeniem Rusi Czerwonej.
W czasie sejmu 1659 roku wymieniono „Woiewodztwa Ukrainne” i były to woiewodztwa, Kiiowskie, Bracławskie, Czerniechowskie.
Mychajło Hruszewski w opublikowanym w 1898 we Lwowie pierwszym tomie swojej dziesięciotomowej pracy Historia Ukrainy-Rusi (wyd. 1898-1937), upublicznił określenie "Ukraina" i nadał mu nową definicję. W swym dziele Hruszewski Ukrainą określił zarówno wszystkie tereny zamieszkane przez ludność posługującą się językiem ukraińskim (a więc w zakresie etnograficznym), jak i dzieje terenów Europy środkowo-wschodniej (w szczególności historycznego terytorium Rusi Kijowskiej) od czasów najdawniejszych po mu współczesne. Jednocześnie Hruszewski przeciwstawił się ówczesnej historiografii rosyjskiej i oficjalnej ideologii państwowej Imperium Rosyjskiego, która uznawała Wielkie Księstwo Moskiewskie i Carstwo Rosyjskie za bezpośredniego i wyłącznego spadkobiercę Rusi Kijowskiej. Koncepcja Ukrainy zaprezentowana przez Hruszewskiego dominowała w pracach emigracyjnych historyków ukraińskich.
Z definicją Ukrainy przedstawioną przez Hruszewskiego nie zgodził się w pracy The Origin of Russia (1954)Henryk Paszkiewicz, który przedstawił pogląd, że używanie terminu Ukraina w odniesieniu do wieków IX-XIV (czyli czasów Rusi Kijowskiej) jest błędem, gdyż pojęcia Ukraina i Ruś nie pokrywały się ze sobą ani w czasie, ani w przestrzeni, nie mogą zatem być traktowane równorzędnie. Paszkiewicz stwierdził jednocześnie, że nie ma mowy o utworzeniu jednego narodu ruskiego ze stolicą w Moskwie, niezależnie od losów południowej Rusi, zajętej w XIV wieku przez Wielkie Księstwo Litewskie, gdyż zlanie się ze sobą elementów etnicznych: ugrofińskiego znad Wołgi i słowiańskiego znad Dniepru byłoby, jego zdaniem, niemożliwe. Współcześnie Czesław Partacz uważa, że o Ukrainie jako tworze politycznym możemy mówić dopiero od 1991 roku.
Stosowanie pojęcia „Ukraina" do ziem Rusi Kijowskiej zostało odrzucone przez historiografię radziecką wczesnych lat 30. XX wieku, która traktowała Ruś Kijowską jako pierwsze państwo rosyjskie. Pojęcie Ukrainy jako krainy geograficznej było jednak obecne w opisie epoki kozackiej, zaś ugodę perejasławską z 1654 traktowano jako porozumienie równych stron. Ukraina, podobnie jak Litwa i Białoruś, była przedstawiana jako obszar starcia rosyjsko-polskiego oraz obszar rozwijający się dzięki „przewodniej roli Rosji". Jedynie w latach 20. XX wieku w USRR działała szkoła historiograficzna Matwija Jaworskiego, który interpretując historię według pryncypiów marksistowskich pisał o Ukrainie jako terytorium od XVI w. Z kolei w 1939 Boris Griekow zaprezentował w swojej pracy Kijewskaja Rus' teorię o istnieniu narodu „staroruskiego" (ros. driewnierusskij) oraz uznał Ruś Kijowską za państwo należące właśnie do niego, nie zaś do Ukraińców, Białorusinów lub Rosjan. Autor ten twierdził, iż o kształtowaniu się narodowości ukraińskiej można mówić od XIV–XV w.. W latach 1937–1941 Instytut Historii Ukrainy Akademii Nauk USRR wydał pierwsze tomy nowej historii Ukrainy, w których - przy zachowaniu prorosyjskiego wydźwięku całości - częściowo przyjęto tezę o ukraińskości Rusi Kijowskiej.
W pracach rosyjskich historyków emigracyjnych terytorium Ukrainy Naddnieprzańskiej nie było określane w ten sposób; obszar ten traktowany był jako naturalnie przynależny Rosji. Iwan Łappo, pisząc o historii Ukrainy, rozpoczął ją od 1654. Iwan Panas posługiwał się pojęciem „Ukraina" jedynie w sensie geograficznym, odrzucając jego stosowanie jako określenie terytorium etnicznego. Gieorgij Wiernadski pisząc o wschodnich obszarach Rzeczypospolitej, określał je jako „zachodnie ziemie rosyjskie", przywołując pojęcie Ukrainy jedynie w odniesieniu do Kozaków.
Inaczej do problemu pojęcia Ukrainy odnosiła się ukraińska historiografia emigracyjna i działająca w II Rzeczypospolitej. Zdaniem Wiaczesława Łypynskiego historia Ukrainy rozpoczyna się nie od Rusi Kijowskiej, ale od księstwa halicko-wołyńskiego. Dmytro Doroszenko w swoich pracach powtarzał natomiast schemat Hruszewskiego, łącząc elementy szkoły narodnickiej (Hruszewskiego) ze szkołą derżawnycką - państwowców, do której sam jest zaliczany. Zwolennikiem tezy o ukraińskości Rusi był również Iwan Krypjakewycz. Pojęciem Ukraina w odniesieniu do ziem współczesnego państwa, w okresie od średniowiecza posługiwał się Myron Korduba. Krypjakewycz i Korduba byli uczniami Mychajła Hruszewskiego. Stepan Tomasziwskyj, należący do szkoły derżawnyków - państwowców, uważał Ruś Kijowską (nazywaną do 1054 państwem waresko-ruskim) za część wspólnych dziejów wszystkich Słowian Wschodnich. Dopiero księstwo halicko-wołyńskie, zjednoczone przez Romana Halickiego miało przynieść pierwsze wcielenie ogólnoukraińskiej idei państwowej. W ten sposób dawna ruska państwowość rozpadła się na dwie części, które stały się ośrodkami dla wytworzenia dwóch oddzielnych narodowości: ukraińskiej (wokół Halicza i Włodzimierza) i rosyjskiej (wokół Włodzimierza nad Klaźmą i Suzdala). Kijów odgrywał w tym układzie jedynie rolę pośrednią. W ujęciu Tomasziwskiego dzieje Ukrainy można przedstawić jako proces kolonizacji "strefy stepu" (ziem naddnieprzańskich i nadczarnomorskich) przez przedstawicieli kultury rolniczej ze "strefy leśnej" – ziem północno-zachodniej Ukrainy.
Paul Robert Magocsi twierdzi, iż istnieją dwie możliwe definicje „terytorium ukraińskiego": obszar leżący w granicach niepodległego państwa Ukraina oraz rozleglejsze od niego terytorium etnolingwistyczne zamieszkane przez Ukraińców. Równocześnie autor ten przychyla się do tezy o ciągłości historii Rusi i Ukrainy, którą porównuje z historią Franków i Francji.
Jarosław Isajewycz postulował traktowanie Rusinów i Ukraińców jako dwóch etapów rozwoju jednego narodu, z czego wynika posługiwanie się pojęciami ukraińskości w odniesieniu do całej jego historii. Podobne stanowisko Włodzimierz Osadczy określa jako powszechnie stosowane we współczesnej historiografii ukraińskiej.
Encyklopedia PWN stosuje pojęcie „ziemie współczesnej Ukrainy", „obecne ziemie ukraińskie" w odniesieniu do historii ziem zajmowanych przez współczesne niepodległe państwo Ukraina od czasów przedhistorycznych do XV wieku. Słowo „Ukraina" zostaje po raz pierwszy użyte w kontekście kształtowania się kozaczyzny i wspierania przez nią budzącej się „narodowej tożsamości ukraińskiej, a przynajmniej poczucia odrębności" i jest konsekwentnie używane od tego momentu.
Natalia Jakowenko w swojej pracy Historia Ukrainy do końca XVIII wieku zaproponowała wykorzystywanie pojęcia Ruś w odniesieniu do ziem współczesnej Ukrainy od X do XVI w., terminu Ukraina-Ruś dla okresu od końca XVI w. do powstania Chmielnickiego oraz nazwy Ukraina w odniesieniu do czasów późniejszych.
Andrzej Chojnowski w pracy Ukraina obejmuje nią okres od czasów Rusi Kijowskiej i księstwa halicko-włodzimierskiego poprzez Kozaczyznę i siedemnastowieczny Hetmanat do czasów współczesnych.
Władysław Serczyk w monografii Historia Ukrainy objął nią wszystkie epoki historyczne - od paleolitu do współczesności.
Encyklopedia Britannica stosuje nazwę Ukraine od czasów prehistorycznych.